# Јован Богдановић
Јован Богдановић (Кончарев Крај, код Коренице, 20. јануар 1915 — 6. октобар 1997) био је учесник Народноослободилачке борбе и генерал-мајор ЈНА.

## Биографија
Пре Другог светског рата бавио се пољопривредом. Сарађивао је у напредном омладинском покрету делујући у културном друштву „Сељачко коло”. Члан КПЈ постао је 1940. године.
Након Априлског рата и капитулације Краљевине Југославије учествовао је у припремању устанка, а јула 1941. придружио се партизанима као борац у герилском партизанском одреду „Дрвар”. Током рата био је политички комесар партизанске ударне групе „Огњен Прица”, члан и секретар Окружног одбора НОФ Кореница, политички комесар батаљона Другог личког одреда и Друге ударне бригаде Шесте личке дивизије, руководилац политодела 35. дивизије и остало. У пролеће 1945. отишао је на школовање у Војно-политичку школу у Београду те је до краја рата био руководилац политичких курсева при Главном штабу Хрватске и касније Друге армије ЈА.
Након рата био је политички комесар пешадијске официрске школе и дивизије, начелник одела у Савезном секретаријату народне одбране и остало. Завршио је Вишу партијску школу „Ђуро Ђаковић” и Вишу војну академију ЈНА. Пензионисан је 1966. године.
Носилац је Партизанске споменице 1941, Ордена братства и јединства, Ордена заслуга за народ и других југословенских одликовања.